# Pont suspendu de Bodie Creek
Le pont suspendu de Bodie Creek est un pont permettant de relier Lafonia à la majeure partie de l’est des Îles Malouines.

## Historique
Le pont suspendu de Bodie Creek serait le pont suspendu le plus au sud du monde. Il a été construit en 1925 à partir d'un kit fabriqué en Angleterre par David Rowell & Co., afin de réduire la distance nécessaire pour que les moutons soient conduits du sud de Lafonia aux hangars de Goose Green. Il a été fermé en 1997.